# たったひとつの地球
『たったひとつの地球』（たったひとつのちきゅう）は、NHK教育テレビジョンで1996年4月8日から2007年3月6日まで放送されていた学校放送である。途中、『インターネットスクール・たったひとつの地球』と題して放送されていた時期もある。

## 概要
当初は小学校5年生・6年生向けの環境教育番組だったが、『インターネットスクール』時代の2002年に日本各地の小学校で総合的な学習の時間（総合学習）が完全導入されてからは、同学年向けの総合学習番組として放送。さらに2005年度からは小学校3年生・4年生をも対象とし、3年生 - 6年生向けの総合学習番組となった。

## 放送時間
いずれも日本標準時、別の時間帯での再放送あり。
| 期間                          | 放送時間                                      |
| ----------------------------- | --------------------------------------------- |
| 1996年4月8日 - 1997年3月10日  | 月曜日 11:40 - 11:59                          |
| 1997年4月7日 - 2000年3月13日  | 月曜日 11:45 - 11:59 放送枠が5分縮小。        |
| 2000年4月12日 - 2002年3月13日 | 水曜日 10:00 - 10:15                          |
| 2002年4月10日 - 2003年3月19日 | 水曜日 11:00 - 11:15                          |
| 2003年4月9日 - 2004年3月17日  | 水曜日 11:15 - 11:30                          |
| 2004年4月5日 - 2005年3月14日  | 月曜日 09:30 - 09:45                          |
| 2005年4月4日 - 2006年3月13日  | 月曜日 11:15 - 11:30                          |
| 2006年4月11日 - 2007年3月6日  | 火曜日 11:15 - 11:30 『川』と隔週交替で放送。 |

## たったひとつの地球（第1期）
1996年4月8日から1998年3月9日まで放送。

### 出演者
- ナビゲーター：清水國明

## インターネットスクール・たったひとつの地球
1998年4月6日から2004年3月17日まで放送。
インターネット時代に対応した内容にリニューアルされた。

### 出演者
- ナビゲーター：清水國明（1998年度 - 2000年度）
- カトちゃん：瀬戸カトリーヌ（2001年度 - 2003年度）
- 火星人の声：堀口文宏

## たったひとつの地球クラブ
1999年9月16日から2004年3月18日まで放送。上記『インターネットスクール』の再放送で行われていた生放送企画で、8月を除く毎月第3木曜日に実施。環境問題について勉強している小学校とスタジオをテレビ電話で繋ぎ、同校の活動内容を紹介してもらっていた。

### 出演者
- 前期司会：結城さとみ（1999年度 - 2001年度）
- 後期司会：関口健（2001年度 - 2003年度）

## たったひとつの地球（第2期）
2004年4月5日から2007年3月6日まで放送。環境問題を「ゴミ」「水」「食糧」「エネルギー」「自然」「リサイクル」の6つの切り口から取り上げ、21世紀における人間の営みと地球との望ましい関係について学ぶ内容へとリニューアル。同時に、デジタル教材としての利用を念頭にハイビジョン化を行った。

### 出演者
- おとひめの声：三石琴乃
- こてんぐの声：島田敏 - ナレーターも兼任。

### テーマ曲
- EPO「海の中で泣いたなら」
作詞・作曲: EPO / 編曲: EPO・菅野よう子